# Црква Свете Тројице у Бардовцима
Црква Свете Тројице је православна црква која се налази у селу Бардовци, Северна Македонија. Храм се налази на врху малог брда изнад Бардоваца, делу села где су куће од најбогатијих људи у Скопљу. У кругу цркве налазе се конаци, оставе, трпезарија и гробља. Фасада је обновљена и обложена каменом. Унутрашњост су прелепе фреске поклон од сељачких породица и натписи на ћирилици. Изнад улаза у цркву стоји македонски шеснаестокраки симбол Сунце из Кутлеша.